# Championnat de Moldavie de football 2021-2022
Navigation
Saison précédente Saison suivante
Le championnat de Moldavie de football 2021-2022 est la 31e édition de ce championnat. Pour cette saison, huit clubs évoluent dans la Divizia Națională et rencontrent quatre fois chacun leurs adversaires. Champion pour la dix-neuvième fois de son histoire à l'issue de la saison 2020-2021, le Sheriff Tiraspol remet son titre en jeu.
Le FC Sheriff Tiraspol est sacré champion pour la 20e fois de son histoire lors de la 25e journée.

## Participants
| Club                    | Localisation | Stade                      | Capacité      |
| ----------------------- | ------------ | -------------------------- | ------------- |
| FC Dinamo-Auto Tiraspol | Tiraspol     | Stade Dinamo-Auto          | 1 300 places  |
| FC Milsami Orhei        | Orhei        | Complexul Sportiv Raional  | 3 000 places  |
| CS Petrocub Hîncești    | Hîncești     | Stadionul Municipal        | 1 000 places  |
| FC Sfintul Gheorghe     | Suruceni     | Stade Suruceni             | 1 500 places  |
| FC Sheriff Tiraspol     | Tiraspol     | Bolshaya Sportivnaya Arena | 12 726 places |
| FC Florești             | Florești     | Stade Bender               | 5 000 places  |
| FC Bălți                | Bălți        | Stadionul Orășenesc        | 7 000 places  |
| FC Zimbru Chișinău      | Chișinău     | Stade Zimbru               | 10 400 places |

## Compétition

### Classement
Le classement est établi sur le barème de points classique, une victoire valant trois points, tandis qu'un match nul n'en rapporte qu'un seul et une défaite aucun.
Pour départager les égalités de points, les critères suivants sont appliqués dans l'ordre :
1. Match d'appui si le titre est en jeu ;
2. Résultats en confrontations directes (points, différence de buts, buts marqués à l'extérieur puis buts marqués) ;
3. Nombre de matchs gagnés ;
4. Différence de buts générale ;
5. Nombre de buts marqués ;
6. Le moins de cartons rouges ;
7. Le moins de cartons jaunes.

Les clubs se rencontrent deux fois en match aller et retour soit un total de 28 matchs.
| Rang | Équipe                  | Pts | J  | G  | N | P  | Bp | Bc | Diff |
| ---- | ----------------------- | --- | -- | -- | - | -- | -- | -- | ---- |
| 1    | FC Sheriff Tiraspol T C | 70  | 28 | 22 | 4 | 2  | 75 | 8  | +67  |
| 2    | CS Petrocub Hîncești    | 64  | 28 | 20 | 4 | 4  | 62 | 20 | +42  |
| 3    | FC Milsami Orhei        | 51  | 28 | 15 | 6 | 7  | 50 | 31 | +19  |
| 4    | FC Sfîntul Gheorghe     | 38  | 28 | 10 | 8 | 10 | 38 | 39 | -1   |
| 5    | FC Bălți P              | 36  | 28 | 11 | 3 | 14 | 39 | 39 | 0    |
| 6    | FC Dinamo-Auto Tiraspol | 32  | 28 | 9  | 5 | 14 | 35 | 72 | -37  |
| 7    | FC Zimbru Chișinău      | 27  | 28 | 7  | 6 | 15 | 32 | 47 | -15  |
| 8    | FC Florești             | -6  | 28 | 0  | 0 | 28 | 12 | 88 | -76  |

|  | Ligue des champions 2022-2023, 1er tour de qualification                                           |
|  | Ligue Europa Conférence 2022-2023, 1er tour de qualification                                       |
|  | Qualifié pour les barrages de maintien/relégation                                                  |
|  | Relégation directe en Divizia A                                                                    |
|  | T : tenant du titre C : vainqueur de la Coupe de Moldavie 2021-2022 P : promu de deuxième division |

- Le FC Florești a six points de pénalités pour des irrégularités commises lors de la saison précédente[1]. Le 17 janvier 2022, le club est exclu de la compétition et relégué en Divizia A la saison suivante. Leurs neuf matchs restants sont perdus sur tapis vert sur le score de 3-0[2],[3].

## Résultats
| Résultats (▼dom., ►ext.)                                   | BAL | DIN | FLO | MIL | PET | SFI | SHE | ZIM |
| FC Bălți                                                   |     | 2-4 | 3-1 | 0-1 | 2-4 | 1-2 | 0-2 | 2-1 |
| FC Dinamo-Auto Tiraspol                                    | 1-4 |     | 1-0 | 1-3 | 0-2 | 2-2 | 0-7 | 3-3 |
| FC Florești                                                | 1-3 | 0-1 |     | 0-3 | 0-1 | 1-5 | 1-3 | 1-3 |
| FC Milsami Orhei                                           | 1-1 | 4-1 | 4-1 |     | 2-1 | 1-1 | 0-1 | 1-0 |
| CS Petrocub Hîncești                                       | 3-0 | 6-1 | 2-0 | 1-1 |     | 5-0 | 0-2 | 1-0 |
| FC Sfîntul Gheorghe                                        | 1-1 | 0-1 | 4-1 | 3-4 | 0-1 |     | 0-3 | 1-0 |
| FC Sheriff Tiraspol                                        | 0-1 | 7-1 | 4-0 | 1-0 | 2-0 | 4-0 |     | 6-0 |
| FC Zimbru Chișinău                                         | 2-3 | 3-0 | 4-0 | 0-2 | 0-1 | 1-1 | 1-1 |     |
| - Victoire à domicile - Match nul - Victoire à l'extérieur |     |     |     |     |     |     |     |     |

| Résultats (▼dom., ►ext.)                                   | BAL | DIN | FLO | MIL | PET | SFI | SHE | ZIM |
| FC Bălți                                                   |     | 3-0 | 3-0 | 0-1 | 1-2 | 0-0 | 0-3 | 1-0 |
| FC Dinamo-Auto Tiraspol                                    | 1-0 |     | 3-0 | 2-2 | 0-0 | 0-1 | 0-3 | 0-0 |
| FC Florești                                                | 0-3 | 1-5 |     | 0-3 | 3-4 | 0-3 | 1-3 | 0-3 |
| FC Milsami Orhei                                           | 0-2 | 2-5 | 5-0 |     | 1-3 | 2-2 | 1-1 | 3-0 |
| CS Petrocub Hîncești                                       | 3-2 | 5-0 | 3-0 | 1-0 |     | 1-1 | 0-0 | 5-1 |
| FC Sfîntul Gheorghe                                        | 1-0 | 4-0 | 3-0 | 2-0 | 0-4 |     | 0-3 | 0-1 |
| FC Sheriff Tiraspol                                        | 2-0 | 7-0 | 3-0 | 0-1 | 1-0 | 2-0 |     | 4-0 |
| FC Zimbru Chișinău                                         | 2-1 | 1-2 | 3-0 | 1-2 | 0-3 | 1-1 | 1-1 |     |
| - Victoire à domicile - Match nul - Victoire à l'extérieur |     |     |     |     |     |     |     |     |

### Barrage de relégation
Un barrage pour la relégation est joué entre le 7e du championnat et le 4e de deuxième division.
| 26 mai 2022 | Spartanii Selemet | 0 - 1 | FC Zimbru Chișinău | Stadionul Municipal (Hîncești)               |                                              |
| 19h00 EEST  |                   |       |                    | Spectateurs : 580 Arbitrage : Petru Stoianov | Spectateurs : 580 Arbitrage : Petru Stoianov |

## Bilan de la saison
| Championnat de Moldavie de football 2021-2022 |                                 |
| Champion                                      | FC Sheriff Tiraspol (20e titre) |
| Coupes et trophées                            |                                 |
| Vainqueur de la Coupe de Moldavie 2021-2022   | FC Sheriff Tiraspol             |
| Qualifications continentales                  |                                 |
| Ligue des champions de l'UEFA 2022-2023       | FC Sheriff Tiraspol             |
| Ligue Europa Conférence 2022-2023             | CS Petrocub Hîncești            |
| Ligue Europa Conférence 2022-2023             | FC Milsami Orhei                |
| Ligue Europa Conférence 2022-2023             | FC Sfîntul Gheorghe             |
| Promotions et relégations                     |                                 |
| Promus en Divizia Națională                   | Dacia Buiucani                  |
| Relégués en Divizia A                         | FC Florești                     |